# Northfield (Vermont)
Northfield est une municipalité (town) américaine de l'État du Vermont, située dans le comté de Washington. Lors du recensement de 2020, la population s'élevait à 5 918 habitants.

## Géographie
La municipalité s'étend sur 113 km2 dans une vallée au pied des montagnes Vertes au sud de Montpelier, dans le centre du Vermont. La ville homonyme, qui abrite l'essentiel de la population, est située au centre du territoire municipal dont la plus grande partie est couverte de forêt. 
| Moretown   | Berlin     |              |
| Waitsfield | Northfield | Williamstown |
| Warren     | Roxbury    | Brookfield   |

## Politique et administration
La municipalité est administrée par un conseil de cinq membres élus (Selectboard) qui est responsable de la conduite générale des affaires locales. Il a pour fonctions de publier les règlements locaux, préparer le budget, superviser toutes les dépenses, gérer les employés municipaux et contrôler les bâtiments et les biens publics. Il est assisté de « justices de paix » élus et d'un administrateur (clerk town), réunis au sein du Conseil de l'autorité civile.

## Enseignement
Le campus de l'université de Norwich, fondée en 1819, qui est la plus ancienne académie militaire privée des États-Unis, est installé sur le territoire de Northfield, dont elle est le premier employeur.